# Ба (река)
Ба (вьет. Sông Ba, также Па (вьет. Krông Pa), у устья — Даранг (вьет. Đà Rằng)) — река в центральном Вьетнаме. Она протекает через провинции Контум, Зялай, Даклак и Фуйен.
Исток реки находится в горах Чыонгшон на западе Вьетнама (провинция Контум). В верховьях река течёт на юг через уезды Kbang, Đắ k-Pơ, Kông-Chro и Ia-pa и города An Khê и Ayun-Pa. Далее она течёт в юго-восточном направлении через уезд Krông-pa и втекает в провинцию Фуйен. Там река поворачивает на восток и впадает в Южно-Китайское море в городе Туихоа, образуя дельту или лагуну.
Длина реки составляет 374-388 км, на территории её бассейна (13800-13900 км² или 14140 км²) проживает 350 тыс. человек (1995). Основными породами в бассейне реки являются риолит и гранит, осадочные породы и базальт.
Крупнейшими притоками реки являются Аюнь (длина — 175 или 291,8 км, площадь бассейна — 2950 км²), Кронгхнанг (длина — 130 км, площадь бассейна — 1840 км²) и Хинь (длина — 59 или 88 км, площадь бассейна — 1040 км²). Среднегодовой расход воды составляет 273 м³/с (Кунгшон), максимальный зарегистрированный — 10.500 м³/с.
Ба является крупнейшей рекой центрального Вьетнама и шестой по размеру речной системой страны. Её бассейн включает в себя 105 рек и потоков длиной более 10 км, 19 притоков имеют площадь бассейна более 100 км².
Среднегодовая норма осадков в районе реки составляет около 1625 мм в год. Бассейн Ба является одним из самых засушливых в этой части страны, средний сток составляет 0,0216 м³/с/км². Во второй половине XX века крупнейшие наводнения на реке происходили в 1978, 1981, 1986, 1988 и 1992 годах. Больше всего осадков (250—300 мм/месяц) выпадает с сентября по ноябрь с максимумом в октябре, сухой сезон продолжается с января по март (10-20 мм/месяц). В сухой сезон устье реки перекрывается.
Бассейн большей частью гористый. На 1995 год 50,8 % бассейна реки занимали леса, 8,5 % — рисовые поля, 2,4 % — прочие сельскохозяйственные земли, 37,4 % — травянистые равнины. Район страдает от обезлесения, с 1989 по 2019 год площадь лесов сократилась на 553.321 га, составив в 2019 году лишь 37,7 % площади бассейна. За тот же период площадь сельскохозяйственных земель расширилась на 509.557 га.
В бассейне реки сохранилось множество тямских храмов и башен. В верховьях найдено много стоянок эпохи палеолита.